# باتريك غاسبار
باتريك هوبرت غاسبارد (بالإنجليزية: Patrick Gaspard)(مواليد 1967) هو دبلوماسي أمريكي سابق يشغل منصب رئيس مركز التقدم الأمريكي، وهو مؤسسة فكرية ليبرالية.
غاسبارد زعيم واستراتيجي بارز في الحزب الديمقراطي، عمل مدير تنفيذي للجنة الوطنية الديمقراطية من 2011 إلى 2013. وسفير الولايات المتحدة لدى جنوب أفريقيا من 2013 إلى 2016. ومنصب رئيس مؤسسات المجتمع المنفتح من 2017 إلى 2020.

## النشأة
ولد باتريك في كينشاسا، جمهورية الكونغو الديمقراطية، لأبوين من هايتي. انتقل والداه إلى الكونغو بناء على طلب الزعيم الثوري باتريس لومومبا، الذي حث المهنيين الناطقين بالفرنسية على الانتقال إلى البلاد.
انتقل غاسبارد مع والديه إلى الولايات المتحدة عندما كان في الثالثة من عمره، ونشأ في مدينة نيويورك. تخرج غاسبارد من مدرسة بروكلين الفنية الثانوية والتحق بجامعة كولومبيا من 1994 إلى 1997.

## مهنة ما بعد السفارة
في سبتمبر 2017، حل غاسبارد محل كريس ستون ليصبح رئيس لمؤسسات المجتمع المنفتح. واستمر حتى ديسمبر 2020 ، عندما حل محله مارك مالوك براون، وهو لورد بريطاني وبارون ودبلوماسي.
بعد الانتخابات الرئاسية لعام 2020، أفادت وسائل الإعلام أن غاسبارد كان أحد المقترحين لمنصب وزير العمل. ولكن شغل هذا المنصب عمدة بوسطن مارتي والش. في المراحل الأولى من انتخابات عمدة مدينة نيويورك عام 2021، ورد أن غاسبارد نصح مايا وايلي بشأن حملتها الانتخابية.

### الرئيس والمدير التنفيذي لمركز التقدم الأمريكي
في 30 يونيو 2021، أعلن مركز التقدم الأمريكي أن غاسبارد سيصبح رئيسًا ومديرًا تنفيذيًا، ليحل محل نيرا تاتدن. وصفت بوليتيكو الدور الجديد لغاسبارد بأنه قوي، وذلك بسبب العلاقات الوثيقة بين إدارة بايدن والمركز.

## الحياة الشخصية
غاسبارد متزوج وله طفلان. اشتهر غاسبار بحبه للشعر وقد استشهد بالشاعر والسياسي إيمي سيزير كمصدر إلهام رئيسي له. غاسبار معجب أيضًا بالشاعرة الروسية آنا أخماتوفا. وبحسب ما ورد يشارك غاسبارد في عروض التمثيل في أوقات فراغه. حصل غاسبارد على الدكتوراه الفخرية من جامعة كولومبيا وكلية بارد.
غاسبارد صديق مقرب لبيل دي بلازيو، عمدة مدينة نيويورك رقم 109. التقى الثنائي أثناء العمل في حملة ديفيد دينكين عام 1989 لرئاسة البلدية، وترابطوا بسبب وجهات نظرهم السياسية التقدمية المشتركة والعلاقات الأسرية مع منطقة البحر الكاريبي.

## أنشطة أخرى
- الجامعة الأوروبية المركزية، عضو مجلس الأمناء.[20]
- منتدى باريس للسلام، عضو اللجنة التوجيهية.[21]